# Galeria Magdeburg

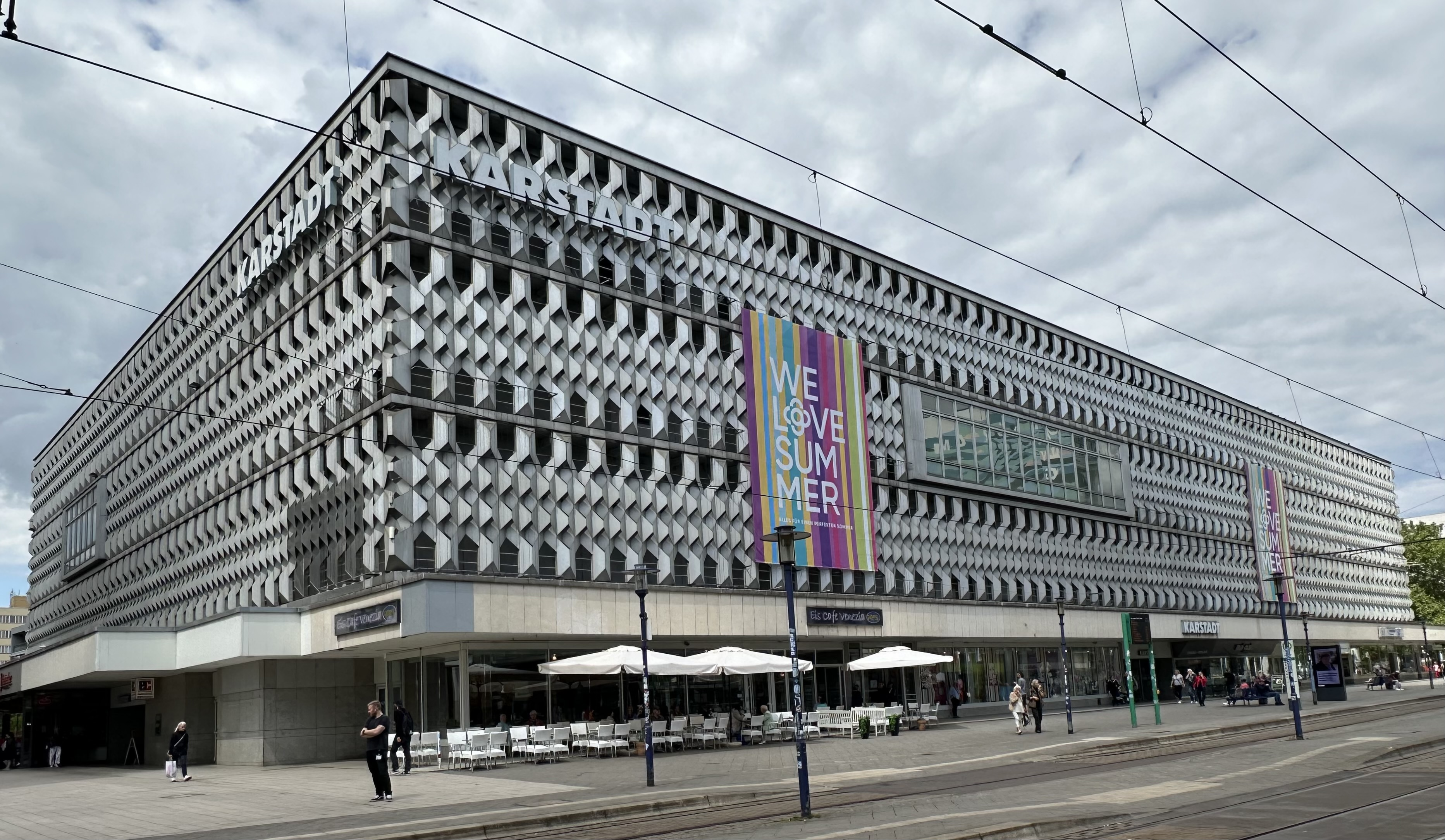
Galeria Magdeburg, 2025

Galeria Magdeburg ist ein denkmalgeschütztes Kaufhaus in Magdeburg in Sachsen-Anhalt. 

## Lage
Das Gebäude befindet sich auf der Westseite des Breiten Wegs in der Magdeburger Altstadt an der Adresse Breiter Weg 128. Nördlich des Hauses kreuzt die Julius-Bremer-Straße den Breiten Weg, südlich mündet die Straße Am Blauen Bock auf den Breiten Weg. Östlich des Hauses befindet sich die Zufahrt zum Alten Markt.

## Geschichte

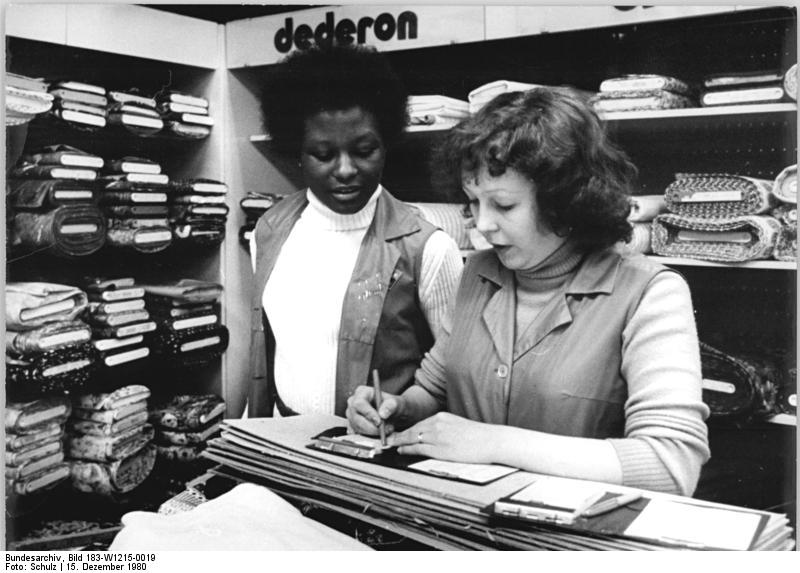
Auszubildende im Centrum Warenhaus, 1980

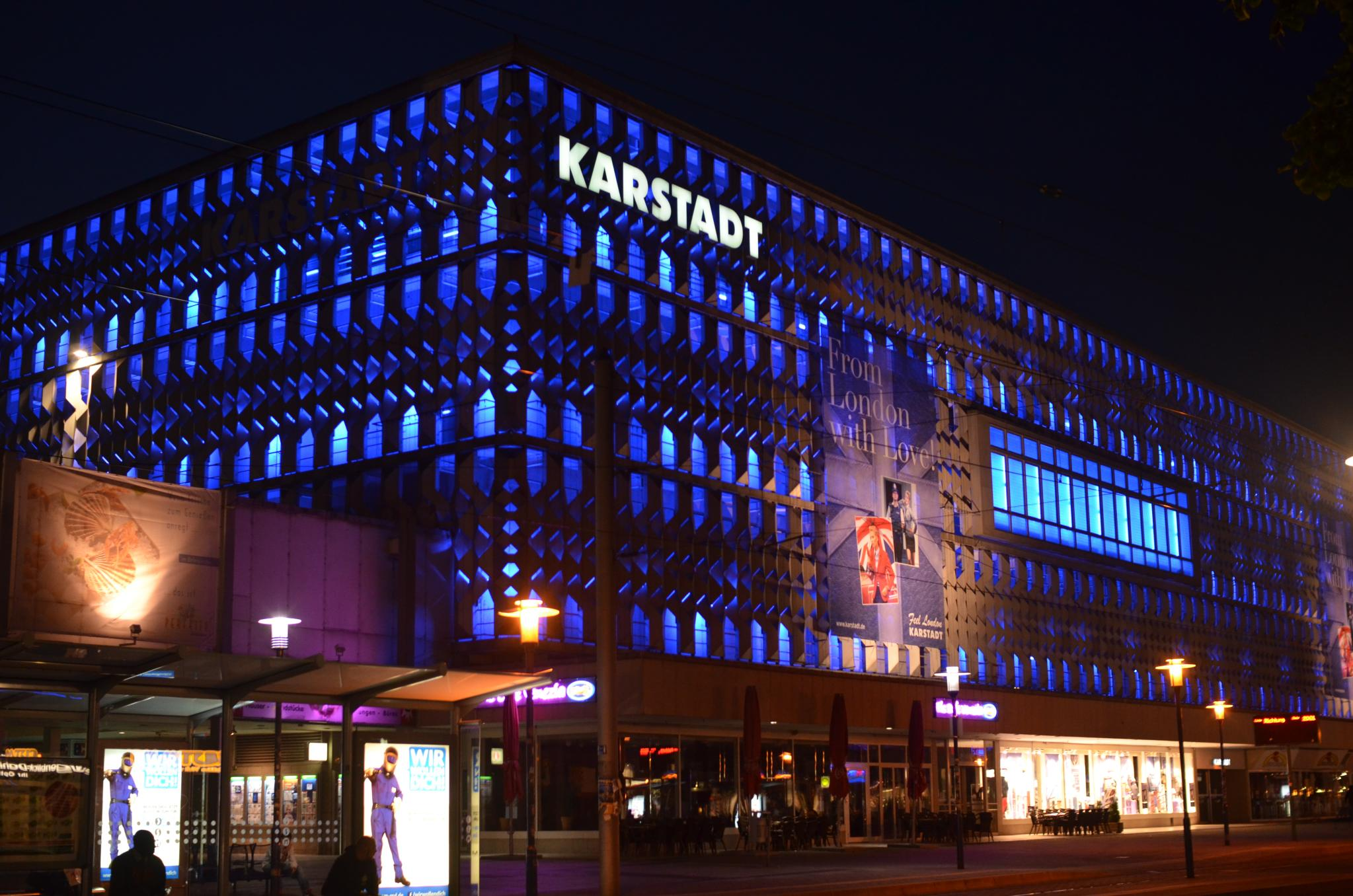
Karstadt bei Nacht, 2013

Das Kaufhaus entstand von 1970 bis 1973 als Centrum Warenhaus nach Plänen von Anne-Monika Zorn und Karl-Ernst Zorn vom VEB Wohnungsbaukombinat Magdeburg. Der Bereich war in der Zeit bis zum Zweiten Weltkrieg dicht bebaut. So überbaute man mit dem Neubau ganz oder zum Teil auch die bisherigen Straßen Georgenplatz, Stiftstraße und Große Münzstraße. Zu den überbauten Bereichen gehörten auch die historischen Grundstücke des Hauses Zum 10. Mai, des Hauses Zu den drei Krebsen und der Heideckerei. Unklar ist, ob Reste des westlich des Kaufhauses gelegenen Gewölbekellers Georgenplatz 9 erhalten blieben.
Das Centrum Warenhaus Magdeburg war das der Verkaufsfläche nach zweitgrößte Warenhaus in der DDR und wurde am 3. Dezember 1973 eröffnet. Südlich des Gebäudes wurde das – nicht erhaltene – Glaskunstwerk Lied der Arbeit installiert. In der Zeit nach der Friedlichen Revolution des Jahres 1989 wurde das Kaufhaus Teil von Karstadt, später von Galeria.
Im Denkmalverzeichnis des Landes Sachsen-Anhalt ist das Kaufhaus unter der Erfassungsnummer 107 15036 als Baudenkmal verzeichnet. Das Gebäude ist laut Iris Reuther das einzige weitgehend unverändert erhalten gebliebene Warenhaus seiner Art in Sachsen-Anhalt.

## Architektur
Das fünfgeschossige Warenhaus ist 23 Meter hoch und entstand auf einer Grundfläche von 110 mal 60 Metern. Es wurde als Stahlskelettkonstruktion errichtet, wobei ein Stützenraster von 12 mal 12 Metern eingesetzt wurde. Zunächst wurden aussteifende Gleitkerne errichtet, ab Anfang Juli 1970 begann die Stahlbaumontage. Diese Konstruktionsweise eines Stahlskeletts um Gleitkerne gilt als einmalig. Die Außenwände blieben unverputzt und erhielten lediglich einen Farbanstrich. Als Dach wurden entspannte Bitumendämmdächer eingesetzt. 
Das Erdgeschoss erhielt eine auf allen Seiten umlaufende Schaufensterfront und wurde mit einem vorkragenden Vordach versehen. Zugänge für die Kunden sind auf allen vier Seiten angeordnet. Vor den oberen Geschossen befindet sich eine Vorhangfassade aus natureloxiertem Aluminium. 
Die Anlieferungen wurden unterirdisch von der Westseite her ermöglicht. Im Untergeschoss wurde das Lebensmittelsortiment angeordnet. Man folgte damit zur Bauzeit bestehenden internationalen Trends. Die übrigen Verkaufsflächen wurden im Erd- sowie im ersten und zweiten Obergeschoss angesiedelt. Insgesamt besteht eine Verkaufsfläche von 12.000 m². Im dritten Obergeschoss befanden sich Verwaltungs- und Personalräume.